# Jack Hunter (filmová série)
Jack Hunter je americká dobrodružná filmová série z let 2008 a 2009. Skládá se ze tří televizních filmů: Ztracený poklad Ugaritů, Prokletí hrobky Achnatona a Nebeská hvězda. Filmy režíroval Terry Cunningham a hlavní role ztvárnili Ivan Sergei, Joanne Kellyová, Thure Riefenstein a Mario Naim Bassil. Děj se zaměřuje na hledání starověkého pokladu v Sýrii, Turecku a Egyptě. Premiéra byla na americké televizní stanici Syfy.

## Děj

### 1. část: Ztracený poklad Ugaritů
Archeolog, hledač pokladů a paleograf, Jack Hunter, ukradl starožitnou hliněnou tabulku s nápisy v klínovém písmu, která odhaluje polohu ztraceného města Ugarit v Sýrii. Jack na výzkumu města spolupracovat se svým učitelem, přítelem a mentorem, profesorem Frederickem Shafferem, který po poloze Ugaritu pátral dlouhá léta. A to kvůli legendárnímu pokladu, údajně zakopanému pod městem. Když byl ve své pracovně profesor zavražděn a tabulka ukradena, vydal se Jack po vrahových stopách. Kontaktoval doktora Alího Mohammeda, který byl poslední osobou, s níž oběť mluvila. Pátrání ho zavedlo do Sýrie, kde musel čelit ruským mafiánským hrdlořezům, kteří měli o poklad také zájem.

### 2. část: Prokletí hrobky Achnatona
V druhém filmu se Jack Hunter vydal na základnu amerického letectva Incirlik v Turecku, aby prozkoumal tamní obelisk s hieroglyfy, také se tam setkal s agentkou národní bezpečnosti Liz Johnsonovou ‒ ta mu vysvětlila souvislosti mezi hliněnou tabulkou, Achnatonovou hrobkou a pokladem Ugaritů. Jack se brzy poté v doprovodu archeoložky Nadi a vtipálka Tarika, s nimiž se seznámil v předchozím filmu, vydal do Egypta na nebezpečnou cestu po Nilu. Tam byl při pátrání po hrobce napaden skupinou ozbrojenců z řad ruské mafie.

### 3. část: Nebeská hvězda
V závěrečném filmu Jack Hunter pátral po nebezpečné relikvii známé jako Nebeská hvězda, která se dostala do rukou proradného Alberta Littmana. Ten jí měl předat ruské mafii a jejímu šéfovi Petrovskému při naplánované schůzce. Jack odhalí detaily kolem vraždy profesora Shaffera, a také, že Achnatonova hrobka byla vyrabována katolíky a všechny poklady byly prodány na černém trhu. Následně se vydal s agenty národní bezpečnosti na místo předání hvězdy. Liz stála před nelehkým úkolem, zabránit setkání Littmana a Petrovského. K místu setkání poslala na pomoc Jackovi další agenty…

## Obsazení
| Postavy          | Filmy                   | Filmy                     | Filmy                |
| Postavy          | Ztracený poklad Ugaritů | Prokletí hrobky Achnatona | Nebeská hvězda       |
| ---------------- | ----------------------- | ------------------------- | -------------------- |
| Jack Hunter      | Ivan Sergei             | Ivan Sergei               | Ivan Sergei          |
| Naďa Ramadanová  | Joanne Kellyová         | Joanne Kellyová           | Joanne Kellyová      |
| Albert Littmann  | Thure Riefenstein       | Thure Riefenstein         | Thure Riefenstein    |
| Tariq            | Mario Naim Bassil       | Mario Naim Bassil         | Mario Naim Bassil    |
| Liz              | Susan Wardová           | Susan Wardová             | Susan Wardová        |
| Doridanov        | Mehmet Polat            | Mehmet Polat              | Mehmet Polat         |
| Lena Halstromová | —                       | Alaina Huffmanová         | Alaina Huffmanová    |
| Saíd             | —                       | Tuncel Kurtiz             | —                    |
| Mustafa          | —                       | Sinan Tuzcu               | —                    |
| Fuad Antaki      | —                       | —                         | Mert Yavuzcan        |
| Armen Antaki     | —                       | —                         | Michael Halphie      |
| Petrovsky        | —                       | —                         | Teoman Kumbaracibasi |
| Inspektor Fatih  | —                       | —                         | Fatih Haciosmanoglu  |

## Recenze
Jack Hunter se u kritiků obecně setkal se smíšeným hodnocením. Ale např. recenzent z Die Welt sérii pochválil: „Jako nástupce Indiana Jonese dělá (Jack Hunter) dobrodruhovi čest. V tomto případě se jedná o skvělý film.“ Web Jumping Sharks sérii popisuje jako nízkorozpočtovou nehoráznou napodobeninu Indiana Jonese ‒ „zcela originální minisérie, která v žádném případě nevykrádá vůbec nic z Indiana Jonese. Ne. No, možná jen trochu. Dobře, možná trochu víc než trochu. No dobře ‒ v podstatě okopírovali Indiana Jonese, včetně jeho klobouku.“ Quotenmeter sérii vyčítá, že nestydatě kopíruje své celovečerní protějšky, neoriginální oděv hlavního hrdiny, nepodstatné dialogy a nevýrazné akční scény. Za kladný prvek považuje zajímavé lokace natáčení a vzhled – „Vizuálně solidní televizní filmy o Jacku Hunterovi nejsou velký hit přesto jsou zábavné.“